# Prangli (Kanepi)
Koordinaten: 58° 10′ N, 26° 46′ O
Prangli (deutsch Wrangelshof) ist ein Dorf (estnisch küla) im Südosten Estlands. Es gehört zur Landgemeinde Kanepi (bis 2017 Kõlleste) im Kreis Põlva.

## Einwohnerschaft und Lage
Das Dorf hat 108 Einwohner (Stand 31. Dezember 2011). Östlich des Dorfkerns fließt der Fluss Porijõgi.
Der Ort liegt 24 Kilometer südlich der zweitgrößten estnischen Stadt Tartu.

## Gut
In der Mitte des 16. Jahrhunderts erbte ein Johann Wrangell den gleichnamigen väterlichen Hof. Von dem deutschbaltischen Familiennamen Wrangell leitet sich auch der estnischsprachige Name des heutigen Dorfes ab.
Der Gutshof wurde Ende des 17. Jahrhunderts durch Güterreduktion zum Kronsgut. 1725, nach dem Ende des Nordischen Kriegs wurde er zum Teil restituiert. Im selben Jahr wurde Neu-Wrangelshof (estnisch Vastse-Prangli) von Alt-Wrangelshof (estnisch Vana-Prangli) abgetrennt.
Alt-Wrangelshof wechselte anschließend häufig seine Eigentümer. Es stand nacheinander im Besitz der adligen Familien Schoultz, Manteuffel, Anrep und Löwis of Menar. Letzter Privateigentümer vor der Enteignung im Zuge der estnischen Landreform 1919 war Edgar von Löwis of Menar.
Auf dem Gut Alt-Wrangelshof wurde der Rechts-Terrorist Richard von Loewis of Menar (1900–1931) geboren.